# STV Group
STV Group, conosciuta in passato come Scottish Television plc, Scottish Media Group plc e SMG plc, è una società di servizio pubblico televisivo britannica, con sede a Glasgow.
Partita come emittente televisiva nel 1957, la società si è poi espansa nel settore giornalistico, pubblicitario e della radio.
Inoltre, la società è parte del FTSE SmallCap Index.

## Storia
Scottish Television ha iniziato a trasmettere nell'agosto 1957. La società ha cambiato nome in Scottish Media Group (SMG) nel 1996, quando ha acquisito la Caledonian Publishing, proprietaria dei quotidiani The Herald e Evening Times con sede a Glasgow, entrambi poi venduti. Nel giugno 1997, ha acquisito la Grampian Television, titolare della licenza ITV per la Scozia settentrionale. Nell'agosto 1997, ha acquisito una quota del 15% in UTV. Nel settembre 1998, VCI Video Publisher Kingfisher, ha venduto la sua quota del 31% a SMG. Nel 1999, SMG lancia un nuovo quotidiano domenicale, il Sunday Herald. La società è stata rinominata SMG plc nel 2000, quando si è ulteriormente espansa con l'acquisizione di Primesight (pubblicità esterna), Pearl & Dean e Ginger Media Group, che comprendeva Ginger Television e l'originale stazione radio Virgin Radio UK. Si sono anche svolti colloqui che avrebbero potuto portare all'acquisto di Border Television e UTV, ma non hanno avuto esito.
Il 24 marzo 1999, il Mirror Group ha venduto la sua quota del 18,6% di SMG a Granada. Durante l'estate, il gruppo STV ha avuto colloqui per rilevare gli altri azionisti di GMTV, con Disney che si riteneva interessata all'idea. A settembre era stato raggiunto un accordo per l'acquisizione della quota del 15% di GMTV da parte di Guardian Media Group per 20 milioni di sterline, ma sia Carlton che Granada si opposero all'accordo. Guardian Media Group vendette infine la sua quota per 18 milioni di sterline nel gennaio 2000, ma STV Group acquisì solo il 5%, mentre il restante 10% andò a Carlton e Granada, con il risultato che STV Group, Carlton, Granada e Disney detenevano ciascuno il 25% di GMTV.
Nel settembre 1999, la società ha acquisito una quota del 37,4% dell'Heart of Midlothian F.C. per 8 milioni di sterline. Pochi giorni dopo la società ha presentato i suoi risultati intermedi, con un aumento del 2% dei profitti ante imposte a 24 milioni di sterline su un fatturato di 111,2 milioni di sterline.
Nel dicembre 2000, il gruppo ha acquisito una quota del 14,9% in Scottish Radio Holdings, in previsione di un allentamento delle norme sulla proprietà radiofonica e nel giro di quattro mesi è aumentata fino al 27,7%. Nel 2004, la società ha poi venduto la sua quota del 27,8% in Scottish Radio Holdings a EMAP per 90 milioni di sterline, in previsione di un consolidamento del mercato radiofonico.
Telewest, proprietaria di Flextech, ha venduto la sua quota del 16,9% in STV Group ad una banca d'investimento per 45 milioni di sterline, nell'ambito del suo piano di raccolta fondi per contribuire a ripianare un debito. Nel corso della stagione 2003/2004 sono apparse voci di un possibile smembramento della società, con la vendita delle partecipazioni in ITV nel tentativo di ripianare un debito di 380 milioni di sterline e risollevare il bilancio. Tuttavia, il gruppo ha venduto i giornali e la sua quota in Scottish Radio Holdings. Alla fine del 2003, la nordirlandese UTV, in collaborazione con il gruppo 3i e Scottish Radio Holdings, ha cercato di acquisire SMG per 400 milioni di sterline, ma ha ritirato l'offerta ritenendo il prezzo delle azioni troppo alto.
Nel 2004, Video Collection International si è fusa con BBC Video per formare 2 Entertain, controllata al 60% da STV Group e BBC Worldwide. Nel settembre 2004, ITV plc ha acquistato la quota del 25% di STV Group in GMTV per 31 milioni di sterline, dopo aver ricevuto il via libera dall'Office of Fair Trading. SMG ha dichiarato che “SMG si è ritirata da GMTV perché non voleva detenere una partecipazione di minoranza nell'attività mediatica di qualcun altro”.
Andrew Flanagan si è dimesso dalla carica di amministratore delegato nel luglio 2006. Sebbene abbia contribuito a costruire l'azienda dal 1998, il suo periodo di presidenza è ricordato nell'industria televisiva come un periodo che ha visto un drammatico declino nella quantità di programmi realizzati dall'azienda per essere trasmessi solo in Scozia.
Rob Woodward è diventato il nuovo amministratore delegato nel 2007 e ha avviato un'importante riorganizzazione del gruppo con la vendita delle attività con scarso rendimento, a partire dalla vendita di Primesight per 62 milioni di sterline a una società di private equity. Primesight è stata più volte perseguita per l'esposizione di pubblicità senza autorizzazione, un reato previsto dalle leggi britanniche in materia di pianificazione. Si ritiene che la mancanza di autorizzazione per molte delle esposizioni di Primesight abbia ridotto il prezzo di vendita fino a 30 milioni di sterline.

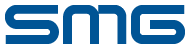
Ultimo logo di SMG prima del cambio di nome in STV Group

Altri importanti cambiamenti si sono verificati quando STV Group ha venduto Virgin Radio a un gruppo guidato da The Times of India il 31 maggio 2008.
Nel giugno 2008, SMG plc ha annunciato l'intenzione di cambiare nome in STV Group plc. La società ha dichiarato che il cambiamento di nome proposto era volto a sottolineare la sua rinnovata attenzione alla televisione, che comprende i franchise di STV Central e STV North, nonché l'attività di produzione televisiva della società.
Questo cambiamento di nome è stato approvato in un'assemblea generale straordinaria nel settembre 2008, insieme a un nuovo accordo che ha portato Pearl & Dean a gestire la pubblicità per Showcase Cinemas, il che significa che i titoli Pearl & Dean sarebbero apparsi in poco meno della metà dei cinema del Regno Unito. Il nuovo marchio del gruppo STV è stato introdotto il 1º ottobre 2008.
Nel 2010, il gruppo ha ceduto tutte le attività non televisive, compresa la società di pubblicità cinematografica Pearl & Dean per 1 sterlina a Image Ltd, una società di nuova istituzione sostenuta dal direttore di Empire Cinemas, Thomas Anderson; STV successivamente ha comunque recuperato 9,1 milioni di sterline dall'attività grazie a un pagamento del 2010 da parte di Vue Cinemas.

### Proposte di fusione
Nel settembre 2006, STV Group (allora SMG) ha ufficialmente rifiutato un'offerta di fusione da parte di UTV, titolare del franchising ITV nordirlandese. L'approccio alla fusione avrebbe dato agli azionisti di SMG una quota del 52% nella società combinata. Il gruppo scozzese ha dichiarato che il suo consiglio di amministrazione ha esaminato una proposta di fusione riveduta da UTV, ma non ha ritenuto che riflettesse il valore della società.
Nel 2006, ITV plc ha preso in considerazione la possibilità di fare un'offerta per STV Group, secondo quanto riportato da The Mail on Sunday. Il giornale citava una fonte di ITV secondo cui John Cresswell, amministratore delegato ad interim dell'emittente, era interessato soprattutto alle concessioni televisive del gruppo. SMG ha poi avvertito che i suoi profitti per il 2006 sarebbero stati materialmente inferiori alle aspettative, facendo scendere il valore delle sue azioni di oltre un quarto, ai minimi di 15 anni.
Il 10 gennaio 2007, SMG e UTV hanno concordato i dettagli della fusione, compresa una nuova ripartizione delle azioni tra le due società. UTV avrebbe posseduto il 54% del gruppo, mentre SMG il restante 46%. La fusione è stata infine respinta alla fine di febbraio 2007 e poco dopo sono stati introdotti in SMG un nuovo consiglio di amministrazione e un nuovo gruppo dirigente.

### Relazioni con ITV plc
Nel settembre 2009, ITV plc ha annunciato l'avvio di un procedimento legale contro STV per un presunto debito non pagato di 38 milioni di sterline per contributi alla programmazione di rete. Allo stesso tempo, la televisione scozzese ha dichiarato di essere in procinto di avviare un procedimento contro ITV plc, per un debito di 40 milioni di sterline nei confronti di STV in base ai suoi accordi di vendita di pubblicità. Entrambe le richieste sono state risolte di comune accordo tra le due emittenti nell'aprile 2011. L'accordo prevedeva una transazione finanziaria di 18 milioni di sterline pagate da STV a ITV.

## Canali

### STV
STV Group plc possiede due licenze ITV scozzesi: Scottish Television, che copre la Scozia centrale, e Grampian Television, che copre la Scozia settentrionale. Il 2 marzo 2006 è stato annunciato che Scottish Television sarebbe tornata a utilizzare il suo vecchio marchio “STV”, che aveva usato dall'inizio delle trasmissioni a colori nel 1969 fino al 30 agosto 1985 e con cui l'emittente era ancora informalmente conosciuta in alcune zone della Scozia. Scottish Television divenne nota come STV Central. Allo stesso tempo, anche Grampian Television sarebbe diventata nota come STV North, con l'unica identità principale di STV che avrebbe servito le due licenze. Il rebrand è avvenuto il 30 maggio 2006.

### Altri canali

#### S2
L'ex SMG plc gestiva un proprio canale digitale, S2, in tutte le regioni ITV scozzesi e grampiane. S2, che andava in onda sulla piattaforma digitale terrestre, è stato lanciato il 30 aprile 1999 ed è stato sostituito da ITV2 poco più di due anni dopo, come parte di un accordo con ITV Digital, il 27 luglio 2001.

#### Sky Scottish
Sky Scottish è stato un canale televisivo satellitare attivo sul servizio analogico Sky TV tra il 1º novembre 1996 e il 31 maggio 1998. Il servizio era una joint venture tra British Sky Broadcasting e SMG.

#### STV HD
Un canale ad alta definizione, STV HD, è stato lanciato il 6 giugno 2010.

#### STV2
L'11 gennaio 2013, l'Ofcom ha assegnato a STV due licenze televisive locali per la gestione di canali televisivi digitali terrestri a Glasgow ed Edimburgo per un periodo massimo di 12 anni. I due canali, STV Glasgow e STV Edinburgh, dovevano essere realizzati in collaborazione rispettivamente con l'Università caledoniana di Glasgow e l'Università Napier di Edimburgo. STV Glasgow è stata lanciata il 2 giugno 2014, mentre STV Edinburgh è stata lanciata il 12 gennaio 2015. Nel marzo 2015, STV ha ottenuto le licenze locali per le aree di Aberdeen, Ayr e Dundee. Nell'aprile 2017, STV Glasgow e STV Edimburgo sono state ribattezzate STV2. Poco più di un anno dopo, nel maggio 2018, STV ha annunciato la chiusura di STV2 il 30 giugno 2018.

## Produzione

### STV Studios
Gli STV Studios (in precedenza STV Productions, SMG Productions) fanno parte del ramo di produzione televisiva di STV Group plc, e producono fiction, factual, intrattenimento e programmi per bambini dalle loro sedi di Glasgow e Londra per tutte le reti terrestri del Regno Unito e per i principali canali satellitari e via cavo.

### Ginger Productions
Ginger Productions (fondata dal presentatore Chris Evans), insieme a STV Studios, fa parte del ramo di produzione di rete di STV Group plc. Con sede a Waterhouse Square a Londra, la sua produzione si concentra sull'intrattenimento e sul factual entertainment. Ginger è stata acquisita come parte dell'acquisizione di Ginger Media Group da parte di SMG nel 2000.

### STV Creative
STV Creative è la divisione di produzione commerciale della società, con sede a Glasgow.

## Sede
La sede centrale di STV Group a Glasgow si trova a Pacific Quay, uno sviluppo del 2006 vicino al fiume Clyde, insieme agli studi della BBC Scotland e al Glasgow Science Centre. Gli studi di Aberdeen del STV Group si sono trasferiti nel 2003 in una nuova sede appositamente costruita nell'area Tullos della città, rispetto alla sede precedente (una rimessa dei tram riconvertita), che occupavano dal lancio di Grampian Television nel 1961.